# Kiellinie (Formation)

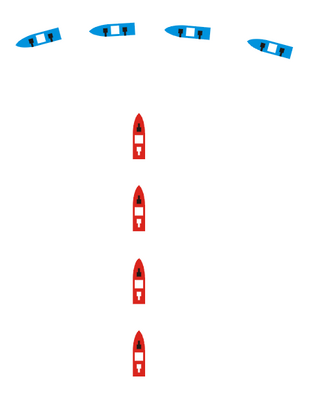
Das Manöver „Crossing the T“, idealisiert fahren sowohl die rote als auch die blaue Flotte in Kiellinie.

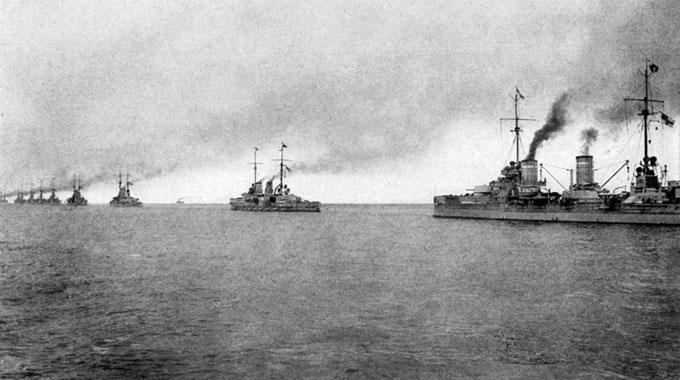
Ein Geschwader der Deutschen Hochseeflotte fährt in Kiellinie (1917).

In Kiellinie fahren Schiffe, wenn sie sich genau hintereinander befinden, sodass das folgende Schiff sich immer im Kielwasser des vorausfahrenden befindet.
Die Formation der Kiellinie hatte als taktische Formation eine besondere Bedeutung, da die beteiligten Schiffe alle eine Breitseite feuern konnten, ohne sich gegenseitig zu gefährden. Gelang es bei Gefechten von Linienschiffen der einen Seite, die gegnerische Kiellinie zu durchbrechen, so konnten die jeweils beim Passieren des Gegners breitseits abgefeuerten eigenen Geschütze die gegnerischen Schiffe längs bestreichen und den nicht mit Querschotten unterteilten Geschützdecks sowie der Takelage verheerende Schäden zufügen. Ein bekanntes Beispiel hierfür ist die Schlacht von Trafalgar.
Die beschriebene Taktik verlor mit der Entwicklung von gepanzerten Kriegsschiffen, deren Hauptbewaffnung in Drehtürmen aufgestellt war, an Bedeutung. Nun versuchte man, die eigene Kiellinie vor die des Gegners zu manövrieren, um einen Gefechtsvorteil zu erlangen. Diese Taktik ist als Crossing the T bekannt.
Heute hat die Kiellinie dagegen nur noch Bedeutung als repräsentative Formation. Im Gegensatz zur Kiellinie steht die Formation der Dwarslinie, bei der sich die Schiffe nebeneinander befinden.